# کلود لوویتز
کلود لوویتز (انگلیسی: Claude Lowitz؛ زادهٔ ۲۹ مهٔ ۱۹۶۲) بازیکن فوتبال اهل فرانسه است.
از باشگاه‌هایی که در آن بازی کرده‌است می‌توان به باشگاه فوتبال نانت، باشگاه فوتبال متس، باشگاه فوتبال پاری سن ژرمن، باشگاه ورزشی مون‌پلیه، باشگاه فوتبال المپیک مارسی، و باشگاه فوتبال تولوز اشاره کرد.
وی همچنین در تیم ملی فوتبال France Olympic بازی کرده‌است.